# Caroline Santocanale
Mère Marie de Jésus
Caroline Santocanale, aussi appelée Mère Marie de Jésus (Palerme, 2 octobre 1852 - Cinisi, 27 janvier 1923) est une religieuse franciscaine italienne, fondatrice des capucines de l'Immaculée de Lourdes et vénérée comme sainte par l'Église catholique, fête le 27 janvier.

## Biographie
Issue d'une famille aristocratique, Caroline (Carolina) Santocanale refuse plusieurs mariages arrangés par son père, baron sicilien, qui accepte en février 1887, qu'elle entre dans les ordres. Elle prend l'habit des Sœurs tertiaires franciscaines en juin sous le nom de Sœur Marie de Jésus.
Elle se consacre à l'aide envers les nécessiteux, mendiant et catéchisant les enfants. Elle fonde un orphelinat pour filles, une école maternelle, une cantine pour les pauvres et une école de broderie pour les filles. Elle soutient également matériellement et spirituellement les personnes âgées isolées.
Elle fonde la congrégation des Capucines de l'Immaculée de Lourdes, approuvée le 8 décembre 1909 par l'évêque de Monreale et agrégée à l'ordre des Frères mineurs capucins.

## Béatification et canonisation
- 1983 : introduction de la cause en béatification et canonisation
- 1er juillet 2000 : le pape Jean-Paul II lui attribue le titre de vénérable
- 12 juin 2016 : béatification célébrée à Monreale par le cardinal Angelo Amato au nom du pape François
- 15 mai 2022 : canonisation à Rome par le pape François[2],[1].

Fête liturgique fixée au 27 janvier.

## Sources et références
1. 1 2 3 4  (it) « La Sicilia ha un'altra santa: è suor Maria di Gesù Santocanale », sur la Repubblica, 15 mai 2022 (consulté le 15 mai 2022)
2. ↑  (it) « Maria di Gesù Santocanale », Congrégation pour les causes des saints (consulté le 14 mai 2022).